# محمد ولی‌زاده
محمد ولی‌زاده (زاده ‎۱۰ خرداد ۱۳۸۰) بازیکن والیبال اهل ایران است. وی سابقه بازی در تیم‌هایی همچون شهرداری تبریز و شهداب یزد را در کارنامه دارد.